# Malé Březno, Ústí nad Labem
Malé Březno là một làng thuộc huyện Ústí nad Labem, vùng Ústecký, Cộng hòa Séc.